# Назад в СССР (фильм, 2010)
«Назад в СССР» (рабочее название — «Рождённый в СССР») — российский 4-серийный фильм 2010 года. Режиссёр — Валерий Рожнов, исполнители главных ролей — Марат Башаров и Карина Андоленко.

## Сюжет
Успешному 34-летнему предпринимателю Антону Родимову уже всё поднадоело в жизни и ничего не интересно. От скуки и отсутствия любви он находит утешение в алкоголе. Его близкий друг Андрей решает спасти его, и в результате Антон попадает на собрание общества анонимных алкоголиков, на котором он знакомится со странным человеком по прозвищу «Сталкер», который предлагает Антону настоящее приключение с ощущениями, которых тот никогда не испытывал.
После этого Антон чудесным образом из своего 2010 года переносится в прошлое — в 27 апреля 1975 года. В прошлом он постоянно попадает в нелепые ситуации — ему приходится побывать в отделении милиции, в сумасшедшем доме и на собрании местного райкома. Он знакомится с очаровательной девушкой Наташей, с которой у него начинается роман. После цепи разнообразных событий он в конце концов снова оказывается в своем времени.
Впоследствии Антон узнаёт, что всё его путешествие в СССР было постановкой, советский город Углец был декорациями, а все окружавшие его люди были актёрами. Спектакль был заказан у «Сталкера» Андреем (другом Антона) с целью помочь последнему выбраться из алкоголизма и найти себя, но Антону удаётся разыскать Наташу, и хотя она играла роль, их роман всё же был настоящим; они остаются вместе.

## В ролях
| Актёр              | Роль                               |
| ------------------ | ---------------------------------- |
| Марат Башаров      | Антон Владимирович Родимов         |
| Карина Андоленко   | Наташа Смирнова                    |
| Евгений Миллер     | жених Наташи Смирновой Виктор      |
| Владимир Качан     | «Сталкер»                          |
| Александр Макогон  | друг Антона Андрей                 |
| Евгений Понасенков | психолог Александр                 |
| Кристина Бабушкина | продавщица магазина Валентина      |
| Сергей Баталов     | отец Наташи Иван Андреевич Смирнов |
| Анатолий Узденский | первый секретарь райкома КПСС      |
| Поля Полякова      | девушка Антона «Мисс Сочи»         |

## Съёмочная группа
- Автор сценария и режиссёр-постановщик — Валерий Рожнов
- Второй режиссёр — Анжелика Бокоева[3]
- Оператор-постановщик — Олег Кириченко
- Художник-постановщик — Ульяна Рябова[4]
- Композитор — Игорь Бабаев[2]
- Директор картины — Елена Дукаревич[5].

## Съёмки
- Фильм снимали в Сокольниках, Новомосковске, Узловой и Северо-Задонске Тульской области[3]. Часть сцен снимали под Москвой, на станции Ленинской (под Домодедовом)[5].
- По словам режиссёра фильма Валерия Рожнова, в Северо-Задонске еще сохранился дух социализма 1970-х годов, несмотря на то, что в нём есть реклама и современные магазины[1].
- В эпизодах фильма снялись многие местные жители.
- Автомобили «УАЗ», «Волга» и советские грузовики для съёмок сцен в 1975 году были предоставлены тульским клубом ретро-автомобилей, кроме ВАЗ-2101 «Жигули» (такой машины в клубе не оказалось, её пригнали из Москвы)[2][5].

## Премьера
Премьера фильма состоялась на Первом канале 10 сентября 2011 года.

## Критика
«Назад в СССР» почти полностью повторяет сюжет фильма 2006 года «Парк советского периода», который является вторичным и не вызвал интерес у зрителей и критиков.
Сериал получил отрицательную оценку политического движения «Суть времени» за внешнее декоративное отражение советского прошлого без показа духовных ценностей:

…демонстрируется только вещественная оболочка 1975 года, а идеи и отношения копируются из настоящего.— Федотов Никита

## Ситуация с романом Олега Уланова «АНО»
Телесериал имеет общие моменты с синопсисом романа Олега Уланова «АНО (Агентство нестандартного отдыха)»:

Свой роман «Агентство нестандартного отдыха» я закончил писать 6 января 2010 года. В начале февраля я начал рассылать его синопсис во все крупные кинокомпании. В том числе в моём списке оказалась кинокомпания «Централ Партнершип». У них на сайте есть форма обратной связи, когда ты отправляешь им письмо, а тебе никакого подтверждения о том, что ты отправил, не приходит. У меня есть доказательство того, что моя книга уже была готова в начале января, потому что я сам себе её отправил заказным письмом, а также есть все подтверждающие документы. В моём списке, по которому я отправлял синопсис, были «Леан-М» и «Первый канал», с которого мне ответили, что материал интересный, но, к сожалению, они сейчас адаптируют похожий американский фильм.
Я не стал ждать, пока какая-нибудь кинокомпания даст мне отмашку, а написал сценарий полного метра. Отправил его на конкурс «Личное дело», в состав жюри которого входит Сергей Балабанов. В итоге мой сценарий «АНО» привлёк внимание жюри как имеющий большой коммерческий потенциал. И вдруг мне звонит одна знакомая и говорит: «Олег, я хочу тебя расстроить. Посмотрела новый фильм «Назад в СССР». Сюжет его очень похож на твой. Конечно, моим первым желанием было посмотреть — что там.
Да, я посмотрел. И хочу сказать, что в фильме очень много сюжетных ходов, которые повторяют ходы моей книги. Конечно, героя отправляют не в 83-й, а в 75-й. По книге герой обращается в «Агентство нестандартного отдыха», а в фильме – в «Общество анонимных алкоголиков». И в том, и в другом случае он отправляется в прошлое в бессознательном состоянии. У меня — это пилюля. А в фильме героя бьют по голове бутылкой. У меня он возвращается при помощи второй пилюли. А в фильме его бьют по голове второй бутылкой. В общем, очень много таких похожих нюансов. Конечно, разрешить данную ситуацию может только суд, если он будет.— Уланов О. В.

## Исторические ляпы
Учитывая, что «советская действительность» была срежиссирована специально для Антона, указанные исторические неточности не являются киноляпами в прямом смысле слова:
- Антон и Наташа в 1975 году танцуют под песню Анны Герман «Эхо любви». На самом деле эту песню на стихи Роберта Рождественского композитор Евгений Птичкин написал в 1977 году для фильма «Судьба».
- На портрете Леонида Ильича Брежнева, висящем за спиной первого секретаря райкома КПСС, изображены 4 звезды Героя Советского Союза. На самом деле 4-я звезда Героя Советского Союза была вручена Брежневу в декабре 1981 года по случаю его 75-летия, а в 1975 году у него была только 1 звезда Героя Советского Союза.
- У милицейского «УАЗика» стёкла на задних дверях тонированные.
- Школьная форма, которая показана в фильме, была введена в 1975/76 учебном году, который начался 1 сентября 1975 года, поэтому в апреле 1975 года её носить никто не мог.
- В фильме упоминается радиопередача, в которой Сева Новгородцев взял интервью у Фредди Меркьюри. Однако известный радиоведущий уехал из СССР только в ноябре 1975 года, а его первый радиоэфир состоялся лишь в 1977 году[9].
- Глобус на шкафу в квартире у героини явно образца XXI века — пластиковый глянцевый шар, в СССР такого быть не могло.
- Антон, попав в 1975 год, носит спортивную вязаную шапочку типа «петушок». Однако появятся такие головные уборы лишь к началу 1980-х годов.